# Krzywa łańcuchowa

Krzywe łańcuchowe dla różnych wartości parametru

Krzywa łańcuchowa, linia łańcuchowa – krzywa płaska, której kształt przyjmuje doskonale nierozciągliwa i nieskończenie wiotka lina o niezerowej, jednostajnie rozłożonej masie (tj. o jednorodnej gęstości), swobodnie zwisająca pomiędzy dwiema różnymi podporami w jednorodnym polu grawitacyjnym.
Krzywa łańcuchowa jest przeskalowanym wykresem funkcji cosinusa hiperbolicznego:
{\displaystyle y=a\ \cosh \left({\frac {x}{a}}\right).}

## Wyprowadzenie równania

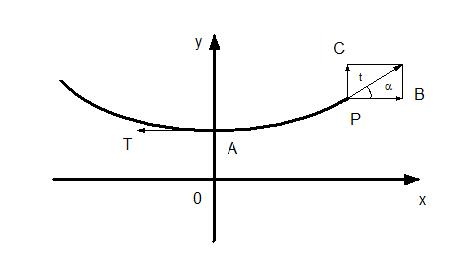
Siły działające na łuk

Linia (krzywa) łańcuchowa jest rozważana w układzie współrzędnych, tak jak na rysunku obok, symetrycznie względem osi {\displaystyle OY.} Łuk będzie traktowany jak ciało materialne. Zakłada się, że układ jest w stanie równowagi. Łuk {\displaystyle {\widehat {AP}}} podlega działaniom trzech sił {\displaystyle {\vec {T}},} {\displaystyle {\vec {t}}} i {\displaystyle {\vec {F}},} gdzie:
{\displaystyle {\vec {T}}} – siła naprężenia łuku w punkcie {\displaystyle A} o kierunku stycznej do krzywej w tym punkcie,
{\displaystyle {\vec {t}}} – siła naprężenia łuku w punkcie {\displaystyle P} o kierunku stycznej do krzywej w tym punkcie,
{\displaystyle {\vec {F}}} – ciężar łuku {\displaystyle {\widehat {AP}}} krzywej.
Korzystając z założenia o stanie równowagi, dostaje się:
{\displaystyle {\vec {t}}+{\vec {T}}+{\vec {F}}=0.}
Wektory {\displaystyle {\vec {T}},{\vec {F}}} są ortogonalne, więc oznaczając przez {\displaystyle \alpha } kąt między wektorami {\displaystyle {\vec {t}},{\vec {F}}} dostaje się
{\displaystyle \operatorname {tg} \alpha ={\tfrac {|{\vec {F}}|}{|{\vec {T}}|}}.}
Ciężar łuku wynosi
{\displaystyle |{\vec {F}}|=q\,l,}
gdzie:
{\displaystyle l} – długość łuku {\displaystyle {\widehat {AP}},}
{\displaystyle q} – ciężar jednostki długości.
Stąd
{\displaystyle \operatorname {tg} \alpha ={\frac {q}{|{\vec {T}}|}}l={\frac {dy}{dx}}.}
Ostatecznie dostaje się równanie różniczkowe:
{\displaystyle l=a{\frac {dy}{dx}},\;\;{}} gdzie {\displaystyle {}\;\;a={\frac {|{\vec {T}}|}{q}}.}
Różniczkując je względem {\displaystyle x} otrzymujemy
{\displaystyle {\frac {dl}{dx}}=a{\frac {d^{2}y}{dx^{2}}}}
i wykorzystując zależność {\displaystyle dl^{2}=dx^{2}+dy^{2}} dostaje się:
{\displaystyle {\sqrt {1+\left({\frac {dy}{dx}}\right)^{2}}}=a{\frac {d^{2}y}{dx^{2}}}.}
Jest to równanie różniczkowe zwyczajne rzędu drugiego z warunkami początkowymi {\displaystyle y(0)=a,\;{\dot {y}}(0)=0.}
Podstawiając:
{\displaystyle {\frac {dy}{dx}}=p(x),\quad {\frac {d^{2}y}{dx^{2}}}={\frac {dp}{dx}},}
otrzymuje się równanie różniczkowe rzędu pierwszego:
{\displaystyle {\sqrt {1+p^{2}}}=a{\frac {dp}{dx}}\quad \to \quad {\frac {dp}{\sqrt {1+p^{2}}}}={\frac {dx}{a}}.}
Teraz rozdziela się zmienne i całkuje:
{\displaystyle \int {\frac {dp}{\sqrt {1+p^{2}}}}=\int \left({\frac {1}{a}}\right)\,dx,}
{\displaystyle \operatorname {arsinh} (p)={\frac {x}{a}}+C,}
{\displaystyle p=\sinh \left({\frac {x}{a}}+C\right).}
Następnie wraca się do podstawienia:
{\displaystyle p(x)={\frac {dy}{dx}}=\sinh \left({\frac {x}{a}}+C\right),}
{\displaystyle y=a\ \cosh \left({\frac {x}{a}}+C\right)+D.}
Uwzględniając warunki początkowe otrzymuje się ostatecznie
{\displaystyle y=a\ \cosh \left({\frac {x}{a}}\right),\quad a={\frac {|{\vec {T}}|}{q}}.}

## Zastosowania

### Liny wiszące

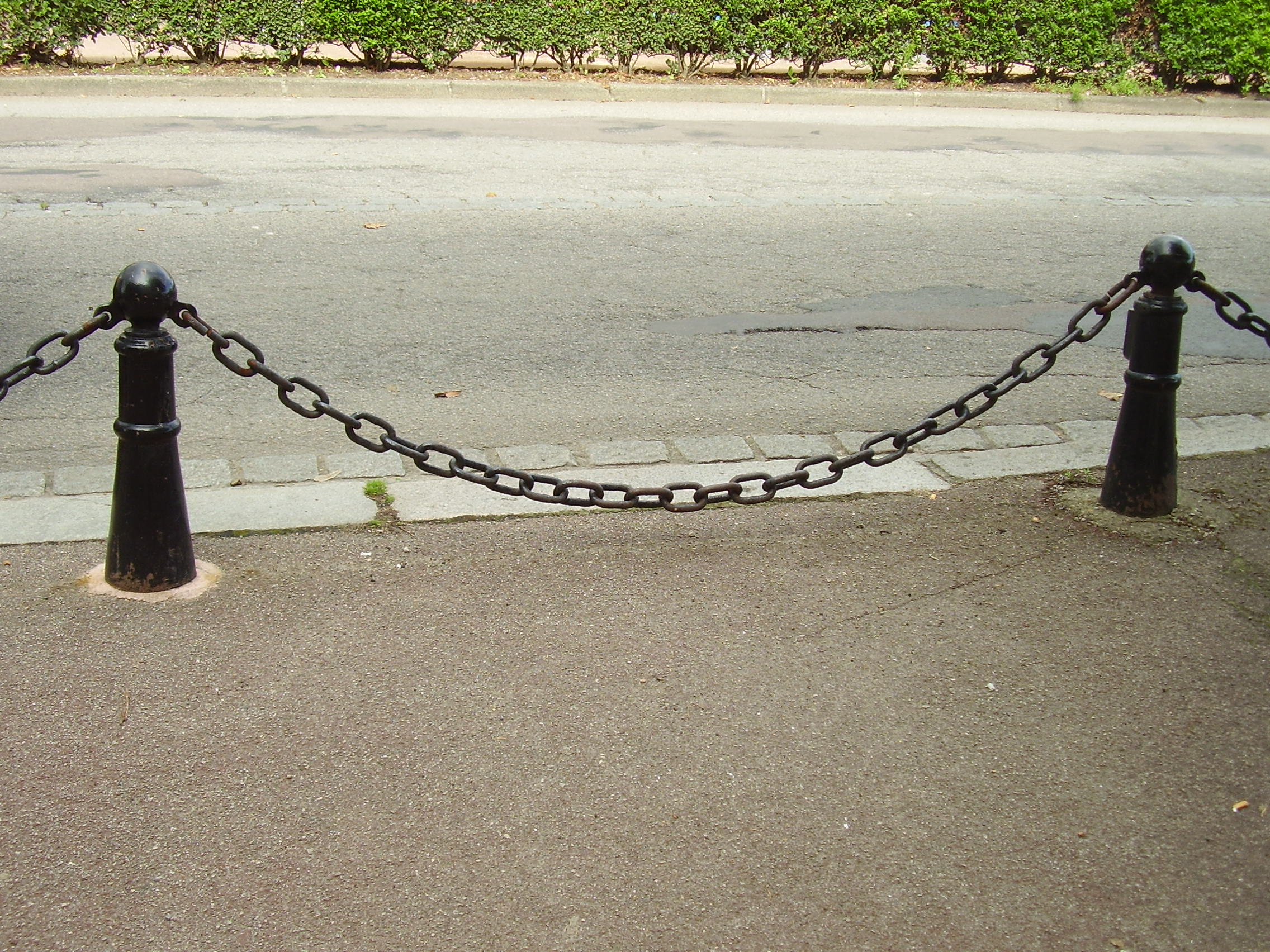

Krzywa łańcuchowa znajduje zastosowanie przy badaniu wiszących lin (np. przewodów elektrycznych, lin metalowych).
Wiszącą linę charakteryzują pewne stałe: strzałka {\displaystyle h} (zwana też strzałką zwisu bądź zwisem), rozpiętość {\displaystyle 2b,} minimalne zawieszenie {\displaystyle a} i maksymalne zawieszenie {\displaystyle d.} W zastosowaniach przydatne są pewne zależności między tymi stałymi.
- Wiadomo, że długość linii łańcuchowej w przedziale {\displaystyle [0,b]} jest równa:

{\displaystyle l={\sqrt {d^{2}-a^{2}}},}
skąd otrzymuje się zależność:
{\displaystyle a={\frac {l^{2}-h^{2}}{2h}}.}
- Zgodnie z równaniem linii łańcuchowej:

{\displaystyle h+a=a\ \cosh \left({\frac {b}{a}}\right),}
czyli:
{\displaystyle h=a\ \cosh \left({\frac {b}{a}}\right)-a.}
Po rozwinięciu prawej strony w szereg Maclaurina otrzymuje się:
{\displaystyle h=a\left(1+{\frac {1}{2!}}{\frac {b^{2}}{a^{2}}}+{\frac {1}{4!}}{\frac {b^{4}}{a^{4}}}+{\frac {1}{6!}}{\frac {b^{6}}{a^{6}}}+\ldots \right)-a,}
{\displaystyle h={\frac {1}{2!}}{\frac {b^{2}}{a}}+{\frac {1}{4!}}{\frac {b^{4}}{a^{3}}}+{\frac {1}{6!}}{\frac {b^{6}}{a^{5}}}+\dots ,}
co daje przybliżoną zależność:
{\displaystyle a\approx \left({\frac {b^{2}}{2h}}\right).}
- W niektórych obliczeniach technicznych linię łańcuchową zastępuje się parabolą. Wynika to z rozwinięcia funkcji {\displaystyle y=a\ \cosh \left({\frac {x}{a}}\right)} w szereg Maclaurina:

{\displaystyle y=a\left(1+{\frac {1}{2!}}{\frac {x^{2}}{a^{2}}}+{\frac {1}{4!}}{\frac {x^{4}}{a^{4}}}+{\frac {1}{6!}}{\frac {x^{6}}{a^{6}}}+\ldots \right).}
Dla dostatecznie dużej wartości {\displaystyle a} (dla małej wartości {\displaystyle h}) daje dobre przybliżenie linii łańcuchowej parabolą:
{\displaystyle y\approx a+{\frac {x^{2}}{2a}}.}
Łańcuch wiszącego mostu, podtrzymujący pionowymi linami (wantami) nawierzchnię mostu, ma na ogół kształt paraboli.

### Stropy
Linię łańcuchową wykorzystuje się przy projektowaniu stropów. Strop zwany arkadą ma kształt opisany równaniem:
{\displaystyle y=c\ \cosh \left({\frac {x}{a}}\right).}

## Historia
Pierwsze z rozważań o krzywej, która przyjmuje kształt lekkiego, zwisającego łańcucha zamocowanego na końcach, pojawiło się w „Dialogach” Galileusza z 1632 roku. Stwierdził on, iż jest to parabola. Nie podał wywodów, jedynie wyraził powszechnie przyjęte przekonanie, które prawdopodobnie wytworzyło się wiek wcześniej, gdy Leonardo da Vinci szkicował w swych pracach zawieszone łańcuchy. Wygląda na to, że wszyscy, łącznie z Kartezjuszem, milcząco przyjmowali to za prawdę. Stwierdzenie takie pojawiło się w znanym i cenionym podręczniku Simona Stevina z 1634 r. i poręczał je w zamieszczonych w książce komentarzach Albert Girard, który twierdził też, że 17 lat wcześniej zdołał tego dowieść, ale nie miał w owym momencie czasu na zamieszczenie dowodu w książce Stevina.
W 1646 roku Marin Mersenne (matematyk zajmujący się między innymi teorią liczb) dostał list od zamożnego rządowego funkcjonariusza z Niderlandów, znanego też ze swych poematów i kompozycji, Constantina Huygensa. W liście ojciec chwali się swoim zdolnym, 17-letnim synem Christiaanem. Zainteresowany Mersenne napisał do młodzika, a ten już w pierwszym liście oznajmił, że wbrew stwierdzeniu Galileusza, wiszący łańcuch nie tworzy paraboli, lecz podobną do niej krzywą. Mersenne poprosił o pokazanie dowodu i zapytał jak przy pomocy dodatkowych obciążeń (czyli zewnętrznych sił) zmienić kształt krzywej, by przemieniła się ona w ową parabolę. Wkrótce otrzymał odpowiedź z dowodem. Chociaż ta wymiana listów wprowadziła Christiana Huygensa do świata europejskiej nauki, jego dowód, geometryczny i skomplikowany, pozostał na uboczu rozważań przez następne 20 lat.
Inne podejścia do problemu, łatwiejsze do zrozumienia, zyskały uznanie, ale ciągle nie było wyjaśnienia jak opisać kształt owej krzywej. Dopiero w 1691 Gottfried Wilhelm Leibniz, Johann Bernoulli i 61-letni Christian Huygens opublikowali rozwiązanie w Acta eruditorium. Huygens zaproponował nazwę, catenaria (łac. catena – łańcuch), czyli linia łańcuchowa, którą zaproponował w 1690 r. w liście do Leibniza.